# Chrysiptera notialis
Chrysiptera notialis är en fiskart som först beskrevs av Allen, 1975.  Chrysiptera notialis ingår i släktet Chrysiptera och familjen Pomacentridae. Inga underarter finns listade i Catalogue of Life.